# 8489 Boulder
A 8489 Boulder (ideiglenes jelöléssel 1989 TA3) a Naprendszer kisbolygóövében található aszteroida. Eric Walter Elst fedezte fel 1989. október 7-én.